# Vorwärts Christi Streiter
Vorwärts, Christi Streiter (englisch Onward, Christian Soldiers, auch „Immer mutig vorwärts“) ist ein Kirchenlied aus dem 19. Jahrhundert englischen Ursprungs. Der Text wurde geschrieben von Sabine Baring-Gould und die Musik von Arthur Sullivan im Jahre 1871. Sullivan nannte die Melodie „St. Gertrude“, zur Ehre der Ehefrau seines Freundes Ernest Clay Ker Seymer.
Die Thematik des Texts bezieht sich auf das Neue Testament, in dem von der Rolle des Christen als Soldat Christi gesprochen wird, beispielsweise im zweiten Timotheusbrief: „Leide mit mir als guter Soldat Christi Jesu. Keiner, der in den Krieg zieht, lässt sich in Alltagsgeschäfte verwickeln, denn er will, dass sein Heerführer mit ihm zufrieden ist.“ (2 Tim 2,3 )

## Hintergrund
Der Text wurde als Eingangshymne oder Prozessionsmarsch für Kinder in Horbury Bridge, in der Nähe von Wakefield, Yorkshire geschrieben. Ursprünglich trug es die Überschrift „Hymn for Procession with Cross and Banners“.
Baring-Gould schrieb den Text angeblich in etwa fünfzehn Minuten. Später entschuldigte er sich dafür: „Es wurde in extremer Eile geschrieben, und ich fürchte, einige der Zeilen dürften fehlerhaft sein.“ Aus diesem Grund erlaubte er den Redakteuren von Kirchengesangbüchern, den Text zu ändern. Meist wird der Text trotzdem in der ursprünglichen Version gedruckt, insbesondere in jüngeren, zeitgenössischen Gesangbüchern.
Ursprünglich setzte Baring-Gould die Worte zu einer Melodie aus dem langsamen Satz von Joseph Haydns Symphonie in D, Nr. 15. Das Lied wurde im Jahr seiner Entstehung schon gedruckt, zuerst in einer englischen Kirchenzeitschrift, der Church Times und später in einigen Kirchengesangbüchern. Es kam jedoch erst zu größerer Beliebtheit, nachdem Sullivan eine neue Melodie, St. Gertrude, dazu schrieb.

## Rezeption
Das Lied wurde insbesondere bei der Heilsarmee schnell beliebt aufgrund des Bezugs zwischen Heilsarmee und Christi Streiter; es wird ihr heute auch oft fälschlicherweise zugeschrieben. Im 19. Jahrhundert traf das Lied den christlichen Zeitgeist und ging von der Heilsarmee auch zu anderen Erweckungsbewegungen innerhalb und außerhalb der Landeskirchen über.
Im 19. Jahrhundert wurde in der britischen Gesellschaft eine Parodie populär, die die Verbindung zwischen Christentum und Militarismus kritisierte. So wurde unter anderem die Textzeile „Spread the peaceful gospel, with the Maxim gun“ eingefügt.
In den USA und England ist es bis heute beliebt und auch in neueren Gesangbüchern von Mainstream-Kirchen enthalten, etwa im Gesangbuch der United Methodist Church von 1989 oder im Gesangbuch der Episcopal Church in the USA von 1982.
Da heute im deutschen Sprachraum trotz des biblischen Bezugs die Verbindung von Christentum und Krieg in praktisch allen christlichen Richtungen, abgesehen von der Heilsarmee, eher befremdlich klingt, ist das Lied in den heutigen deutschen Kirchengesangbüchern nicht mehr zu finden. Eine Ausnahme macht das Apostolische Gesangbuch, wo es auch in der Ausgabe von 2005 noch aufgeführt ist.

## Deutsche Propaganda
Am 11. Oktober 1939, kurz nach dem Ausbruch des Zweiten Weltkrieges, wurde Onward, Christian Soldiers vom Orchester Erhard Bauschke umgeschrieben und mit antisemitischen und antibritischen Elementen versehen. Der neue Titel hieß nun British Soldier’s Song.
Der British Soldier’s Song war nur ein Vorgeschmack auf die Welle nationalsozialistischer Propagandalieder, die ab 1940 ausbrach. Das Erhard-Bauschke-Orchester wurde 1940 von Lutz Templin übernommen und spielte dann unter dem Namen Charlie and His Orchestra im Dienst des Reichspropagandaministeriums abgewandelte Swing-Hits mit antiamerikanischen, antisemitischen, antibritischen und antirussischen Texten ein.

## Text (englisch)
Onward Christian soldiers, marching as to war,

With the cross of Jesus going on before:

Christ the royal Master, leads against the foe;

Forward into battle, see his banners go

(Refrain:) Onward Christian soldiers, marching as to war,

With the cross of Jesus going on before.

Like a mightly army moves the church of God;

Brothers, we are treading where the saints have trod;

We are not divided, all one body we,

One in hope and doctrine, one in charity.

(Refrain)

Crowns and thrones may perish, kingdoms rise and wane,

But the Church of Jesus constant will remain;

Gates of hell can never ’gainst that church prevail;

We have Christ’s own promise, and that cannot fail.

(Refrain)

Onward, then, ye people, join our happy throng,

Blend with ours your voices in the triumph song;

Glory, laud, and honor unto christ the King;

This thro’ countless ages men and angels sing.

(Refrain)
Die dritte Strophe gibt es in einer für Monarchen weniger Angst einflößenden Fassung.